# 세이부정
세이부정(西武町)은 사이타마현의 남동부, 이루마군에 속했던 정이다. 현재의 이루마시에 해당한다.
농업 외에도 수공예용 레이스를 비롯한 섬유 산업이 번성했던 정이었다. 지금도 이루마 시립 세이부 공민관, 이루마 시립 세이부 초등학교 등에 그 이름을 남기고 있다. 

## 역사
- 1889년 4월 1일 - 정촌제 시행에 의해 이루마군 히가시가네코촌이 성립하였다.
- 1954년 4월 1일 -  전년도 시행된 정촌 합병 촉진법에 의해 한노시의 일부를 편입, 정으로 승격, 당일 세이부정으로 개명되었다. 정사무소를 오아자부코에 설치. 정 이름은 옛 무사시국(武蔵国)의 서부에 해당되기 때문이다.
- 1967년 4월 1일 - 이루마시에 편입되었다.

## 참고문헌
- 「角川日本地名大辞典」編纂委員会『角川日本地名大辞典 11 埼玉県』角川書店、1980年7月8日。ISBN 4040011104。